# レンタルドレス
レンタルドレスとは、代金と引き替えにドレス類（パーティードレス、ウエディングドレス、キッズドレス等）を一定期間貸し出すサービスの総称。貸衣装の一形態。

## 概要
パーティードレスやウエディングドレス等のドレス類は一般的な衣服に比べて高価な上、着用する頻度が少なく繊細な素材が使われていることから多管理の手間や費用もかかる。その為、必要に応じて一定期間または時間単位でドレスの貸し出しを行うレンタルドレスサービスが誕生した。
レンタルドレスサービスの営業形態は、実店舗を構える「店舗型」と、WEBサイト上でサービスを提供する「ネット型」に大別される。

## 提供形態

### 店舗型
実際の店舗を構えて営業しているのが店舗型。主に都心部に多い。ウエディングドレス専門のレンタルショップは、結婚式場やホテル、写真スタジオ等に併設されている場合が多く店舗型が一般的。
実物のドレスを試着できる、店員やアドバイザーの意見を聞きながらドレスを選ぶことができる等のメリットがある。ただし、試着数や来店時間の制限が定められていることも多い。

### ネット型
WEBサイト上でサービスを提供しているのがネット型。店舗型の店が、並行してネット型を運営している場合もある。ネット型のレンタルドレスショップは、結婚式ゲスト向け等のパーティードレスを中心に扱う店が多い。
WEB上で申し込み後、ドレスの貸し出しや返却は宅配便を利用して行われる。24時間どこからでも申し込みができ、自宅や滞在先への郵送が可能等のメリットがある。

### メリット・デメリット
|          | メリット | デメリット |
| -------- | --- | --- |
| 店舗型   | - 試着することができる - 実物の生地感や状態を確認できる - 対面で店員やアドバイザーの意見が聞ける                                                | - 多くの場合来店予約が必要 - 試着数や来店時間に制限がある - ネット型よりレンタル料が高め - 店舗まで行く手間や交通費がかかる - 貸出中のドレスは見ることができない |
| ネット型 | - 時間や場所を選ばずに申し込みができる - サイト上の全てのドレスを比較検討できる - 基本的には全国どこへでも配送可能 - 店舗型よりレンタル料が安め | - 試着ができない - 実物の生地感や状態を確認することができない - 対面で店員やアドバイザーの意見を聞くことができない - 受け渡しの送料がかかる場合がある            |

## 利用の流れ

### 貸出手続き
希望のドレス、期間、オプション（セットでレンタルするバッグやネックレス等の小物類、保険等）を選択後、指定の手順に従って申込手続きを行う。
店舗型の場合は、レンタル時に免許証等の身分証の提示を求められることが多い。ネット型の場合は配送先の情報等を入力する。またネット型の場合、身分証の代わりに支払いはクレジット決済となる。

### 返却手続き
ほとんどの場合、ドレスのクリーニングは返却後に店舗側が行うので、着用後は洗濯やクリーニングを行わず指定された手順に従って返却する。
一般的に店舗型の場合は店舗に直接返却するか、郵送可能な場合は宅配便にて郵送する。ネット型の場合は、受け取り時に梱包されていた箱を利用し宅配にて返却する（受付用紙等、規定の同封物がある場合は同梱する）。

### 貸出期間
2泊3日、3泊4日というように予め貸出期間が設定されている場合や、数時間 - 1か月単位で貸出期間を選び期間によって料金が変動する場合など、店舗によって異なる。

### 料金相場
レンタルドレスの料金相場はウエディングドレスの場合20 - 30万円程、パーティードレス（キッズドレスを含む）の場合5,000円 - 1万円程、パーティードレスの中でもハイブランドのものは1 - 2万円程となる。
ドレスのレンタル料に加えて、店舗によってはクリーニング代、保険料、送料（宅配便による受け渡しの場合）等が加算される。一般的に、店舗代と人件費がかかる為、ネット型に比べ店舗型の方がレンタル料が高く設定されている傾向がある。

### 延滞時・破損紛失時の対応
一般的に返却が滞った場合や、ドレスの破損・紛失時には規定の延滞料や賠償金支払いの義務が発生する。破損等の不測の事態に備えて、数百円程度で加入できる保険プランが設定されていることも多い。